# Östhammar (stad)
Östhammar is de hoofdstad van de gemeente Östhammar in het landschap Uppland en de provincie Uppsala län in Zweden. De stad heeft 4598 inwoners (2005) en een oppervlakte van 364 hectare.

## Verkeer en vervoer
Bij de stad lopen de Riksväg 76 en Länsväg 288.